# Montigny-sur-Vesle
Montigny-sur-Vesle és un municipi francès, situat al departament del Marne i a la regió del Gran Est. L'any 2007 tenia 454 habitants.

## Demografia

### Població
El 2007 la població de fet de Montigny-sur-Vesle era de 454 persones. Hi havia 162 famílies, de les quals 28 eren unipersonals (8 homes vivint sols i 20 dones vivint soles), 51 parelles sense fills, 79 parelles amb fills i 4 famílies monoparentals amb fills.
La població ha evolucionat segons el següent gràfic:
Habitants censats

### Habitatges
El 2007 hi havia 184 habitatges, 166 eren l'habitatge principal de la família, 7 eren segones residències i 11 estaven desocupats. Tots els 184 habitatges eren cases. Dels 166 habitatges principals, 152 estaven ocupats pels seus propietaris, 11 estaven llogats i ocupats pels llogaters i 3 estaven cedits a títol gratuït; 2 tenien dues cambres, 18 en tenien tres, 31 en tenien quatre i 115 en tenien cinc o més. 134 habitatges disposaven pel capbaix d'una plaça de pàrquing. A 52 habitatges hi havia un automòbil i a 104 n'hi havia dos o més.

### Piràmide de població
La piràmide de població per edats i sexe el 2009 era:
| Homes | Edats   | Dones |
| ----- | ------- | ----- |
| 0     | 95 o +  | 0     |
| 0     | 90 a 94 | 0     |
| 0     | 85 a 89 | 4     |
| 0     | 80 a 84 | 0     |
| 12    | 75 a 79 | 16    |
| 0     | 70 a 74 | 8     |
| 4     | 65 a 69 | 4     |
| 4     | 60 a 64 | 4     |
| 4     | 55 a 59 | 0     |
| 24    | 50 a 54 | 24    |
| 16    | 45 a 49 | 24    |
| 12    | 40 a 44 | 4     |
| 32    | 35 a 39 | 20    |
| 16    | 30 a 34 | 20    |
| 12    | 25 a 29 | 24    |
| 12    | 20 a 24 | 8     |
| 24    | 15 a 19 | 8     |
| 12    | 10 a 14 | 0     |
| 12    | 5 a 9   | 8     |
| 24    | 0 a 4   | 8     |

## Economia
El 2007 la població en edat de treballar era de 293 persones, 226 eren actives i 67 eren inactives. De les 226 persones actives 210 estaven ocupades (117 homes i 93 dones) i 16 estaven aturades (7 homes i 9 dones). De les 67 persones inactives 23 estaven jubilades, 20 estaven estudiant i 24 estaven classificades com a «altres inactius».

### Ingressos
El 2009 a Montigny-sur-Vesle hi havia 170 unitats fiscals que integraven 475,5 persones, la mediana anual d'ingressos fiscals per persona era de 21.780 €.

### Activitats econòmiques
Dels 13 establiments que hi havia el 2007, 1 era d'una empresa alimentària, 4 d'empreses de construcció, 3 d'empreses de comerç i reparació d'automòbils, 1 d'una empresa de transport i 4 d'empreses classificades com a «altres activitats de serveis».
Dels 4 establiments de servei als particulars que hi havia el 2009, 1 era un paleta, 1 guixaire pintor, 1 electricista i 1 empresa de construcció.
L'únic establiment comercial que hi havia el 2009 era una fleca.
L'any 2000 a Montigny-sur-Vesle hi havia 12 explotacions agrícoles que ocupaven un total de 360 hectàrees.

## Poblacions més properes
El següent diagrama mostra les poblacions més properes.